# Clemensnäs HC
Le Clemensnäs HC est un club de hockey sur glace d'Ursviken en Suède. Il évolue en Division 1, le troisième échelon suédois.

## Historique
Le club est créé en 1925.